# Peregrin Spevak
Peregrin Reginald „Regi“ Spevak (* 21. Februar 1898 in Wien; † 22. Juli 1959 ebenda) war ein österreichischer Eishockey- und Bandyspieler sowie Eishockeyschiedsrichter und -funktionär. Er gehörte zu den Pionieren des Eishockeysports in Österreich und gründete 1922 die Eishockeysektion des Pötzleinsdorfer SK. International spielte er für Österreich bei drei Europameisterschaften und den Olympischen Winterspielen 1928. Seine Schwägerin war Helene Engelmann.

## Karriere
Peregrin Spevak spielte zunächst Bandy (Eisball) von 1915 bis 1917 beim Verein Kunsteisbahn, bevor er sich für die Saison 1917/18 dem Währinger Bicycle Club anschloss. Dabei kam er in einigen Spielen in kombinierten Mannschaften des WBC und Wiener Eislauf-Verein zum Einsatz. In der Saison 1918/19 war er für die Bandymannschaft des First Vienna FC aktiv. 1922 gründete er die Eishockeysektion des Pötzleinsdorfer SK.
International spielte er für die österreichische Eishockeynationalmannschaft bei den Olympischen Winterspielen 1928 und
bei den Eishockey-Europameisterschaften 1926 in Davos (Goldmedaille), 1927 in Wien (Goldmedaille) und 1929 in Budapest (Bronzemedaille). Bei der EM 1929 in Budapest wurde er in einem Spiel als Eishockeytorwart eingesetzt.
Beim Pötzleinsdorfer SK übernahm er über viele Jahre die Funktion des sportlichen Leiters und wurde in den Vorstand des OeEHV gewählt.
1924 erhielt er seine internationale Schiedsrichterlizenz und begann zum Ende seiner Spielerkarriere, Spiele zu leiten.
Er wurde am Wiener Zentralfriedhof bestattet.

## Erfolge und Auszeichnungen
- Träger des Internationalen Abzeichens 1926, 1927, 1928, 1929
- 1926 Goldmedaille bei der Europameisterschaft
- 1927 Goldmedaille bei der Europameisterschaft
- 1929 Bronzemedaille bei der Europameisterschaft